# Georg Matthias von Borcke
Georg Matthias von Borcke (* 2. Januar 1671 in Gersdorf; † 14. Juli 1740 in Küstrin) war ein preußischer Jurist, zeitweise Landrat des Kreises Dramburg und zuletzt Kanzler der Neumark.

## Leben
Er stammte aus der uradligen pommerschen Familie Borcke. Sein Vater Matthias Adrian von Borcke (1640–1679) war preußischer Hauptmann und Erbherr auf Falkenburg, Pansin und Gersdorf. Seine Mutter Catharine Barbara (1650–1713) war eine geborene Freiin von Reisewitz. 
Borcke studierte ab 1691 an der Universität Frankfurt (Oder). Zeitweise war er Landrat des neumärkischen Kreises Dramburg. Als Landrat ist er für 1713 genannt; 1735 war er nicht mehr im Amt. 
1735 wurde er Geheimer Rat in der Regierung der Neumark in Küstrin. Hier wurde er als Nachfolger von Carl Friedrich von Schönebeck Kanzler der Neumark. Er hatte das Amt des ersten Kanzlers der Neumark bis zu seinem Tode inne; im Amt folgte ihm Levin-Friedrich von Bismarck. 
Borcke war mit Elisabeth Marie, einer geborenen von Blankenburg, verheiratet. Sein Sohn Kaspar Wilhelm von Borcke (1704–1747) wurde Staatsmann in preußischen Diensten und wirkte daneben als Literaturübersetzer. 